# Dévai Bíró Mátyás
Dévai Bíró Mátyás (Déva, 1500 körül – Debrecen, 1545) az első magyar reformátor.

## Élete

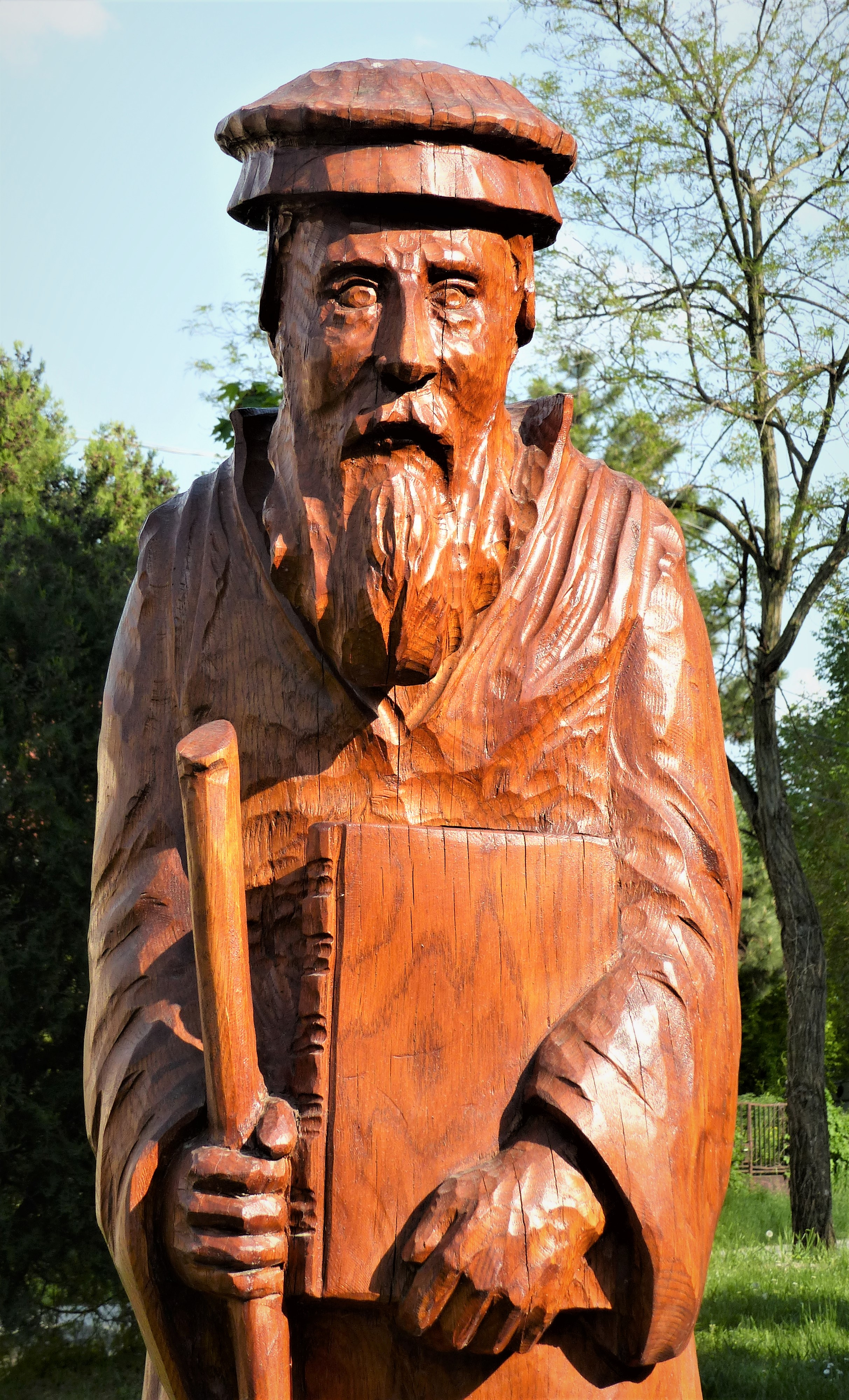
Szobra Balatonkenesén a Kálvin János téren

Eleinte valószínűleg  Simon Grynaeus tanítványa volt Budán. 1523–1525 között a Krakkói Egyetemen tanult és a magyar burzában élt. Hazatérve szerzetes lett. Buzgó katolikus pap volt, 1527-ben káplán Tomori Istvánnál a boldogkői várban. 1529. december 3-ától a wittenbergi egyetem hallgatójaként személyes kapcsolatba került Philipp Melanchthonnal. Wittenbergi egyetemi éve (1530) eltántorította a katolikus vallástól. 1531 tavaszán Budán Szapolyai János körében működött, a királyt Pécsre tartó útjára is elkísérte; erre az időre esik dunamelléki reformátorsága is. Budán írta 52 tételét, melyekben a reformáció rendszerét, célját foglalta pontokba.
A Ferdinánd uralta Kassa város tanácsa hívta meg lelkészül, itt bevezette az úrvacsora két szín alatti vételét és a nemzeti nyelvű istentiszteletet. Kassai működése azonban rövid ideig tartott, mert Szalaházi Tamás egri püspök utasítására elfogták, és előbb Likava várába (Liptó megye), majd Pozsonyba és onnan Bécsbe hurcolták. Itt több ízben állt a protestantizmus egyik legnagyobb üldözője, Johan Faber bécsi püspök előtt. Miután visszatérítése háromszori kihallgatás (1533. július 15.) után sem sikerült, kiengedték a börtönből.
Szapolyai országrészébe, Budára ment, de az új hit hirdetése miatt mint „eretneket” megvádolták és itt is tömlöcbe vetették. 1535-ben kiszabadult és pünkösdkor már Nádasdy Tamás védelme alatt élt Sárváron. Ekkor írták egymás elleni vitairataikat ő és Szegedi Gergely ferences rendi provinciális. 1536-ban külföldre ment és Wittenbergben meglátogatta egykori tanítóit, Luthert és Melanchthont, hogy nekik eddigi reformátori működéséről jelentést tegyen. Útközben azonban megbetegedett és egykori tanulótársánál, Vitus Theodor nürnbergi papnál időzött néhány hónapig. 1537 júniusában Bázelbe ment, hogy művét kinyomtassa. Melanchthonnak október 7-én kelt, Nádasdy Tamáshoz intézett ajánlólevelével indult vissza hazájába.
1538–1539 között Sárvár alatt, Újszigeten tartózkodott. 1539-ben Perényi Péter udvari papja volt, akitől azonban 1540 első negyedében már megvált, mivel az úrvacsoratan kapcsán komoly nézeteltérés támadt köztük. Ekkor Szegedi Gáspárhoz ment, aki rábízta a szikszói iskola vezetését. Szikszón másfél évig működött, itt is buzgón terjesztette a protestáns tanokat. Ezzel magára vonta Frangepán Ferenc egri püspök üldözését, aki a királytól rendeletet eszközölt ki, ezért Dévai 1541 végén menekülni kényszerült.
December 28-án már Wittenbergben volt. 1542. március 8-áról két, Wittenbergben kelt csüggedt hangú levele maradt fenn, fájdalmát csak Melanchthon részvétele enyhítette. 1543 közepe előtt már Miskolcon volt, de Stöckel Lénártnak 1543. június 30-án kelt levele szerint innen is elűzték. Drágffy Gáspárnál talált oltalmat és 1544-ben, valószínűleg a Szapolyai hatalma alatt álló Debrecen választotta meg lelkészének. „Hogy a helveták hitvallásának Dévay volt hazánkban egyik első terjesztője s különösen debreceni lelkipásztorsága alatt határozott bajnoka s megszilárdítója, ezt Luthernek levelei s Dévay saját művei is igazolják." 1545-ben halt meg; Stöckel Bártfáról 1545. június 15-én Melanchthonhoz intézett levelében tudatja Dévai halálát.

## Értékelése

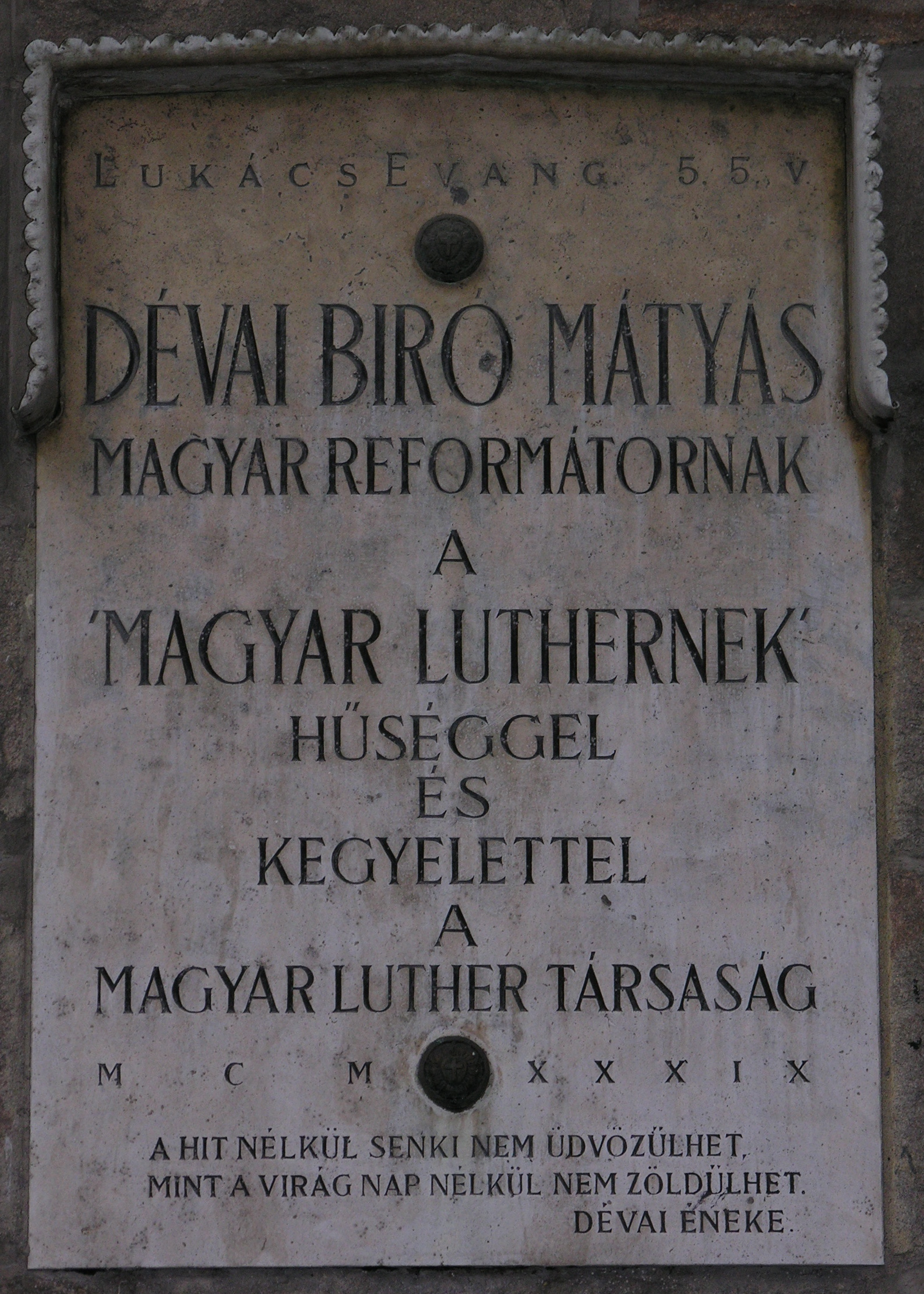
Emléktáblája a róla elnevezett téren, Budapest III. kerületében

Jóllehet a „magyar Luther” névvel illették, szellemileg közelebb állt a humanista Melanchtonhoz, mint a dogmatikus Lutherhez; tipikusan reformátor egyénisége humanista műveltséggel ötvöződött.
A reformáció oktatási programja szerint arra intett: mindenkinek el kell sajátítania az írás-olvasást, hogy „a község es olvashassa az szentírást". De a betű ismeretének egyéb gyakorlati előnyéről is igyekezett meggyőzni az egyszerű mezővárosi polgárokat, amikor arról világosította fel őket, mennyire hasznos az, „hogy egymásnak mindenikönk írhasson".
„Dévai és Szegedi párharca a vallásos polemikus műfaj első jelentkezése irodalmunkban. Dévai rendkívül higgadt előadó, még ha nyilvánvalóan fölénybe kerül, modora akkor sem lesz bántó. Önérzetesség és mértéktartás jellemzi, ami hitvitázó utódainak legtöbbjéről alig mondható el. Latin nyelvű munkáit a feudális vezető réteg felvilágosítására szánta, azok tagjainak is ajánlotta."

## Művei

### Kiadott munkái
- Disputatio De Statu in quo sint Beatorum Animae post hanc vitam, ante ultimi iudicij diem. Item de praecipuis Articvlis Christianae Doctrinae… His addita est Expositio Examinis quomodo a Fabro in Carcere sit examinatus (Bazel, 1537)[5]
- At tiz parantsolatnac, ah hit agazatinac, am mi aťáncnac, Ćs ah hit petsaetinec röviden valo mag'arázatťa (Krakkó, 1543 után)[6]
- Orthographia Vngarica. Azaz, Igaz iraz Modiarol valo tudoman Mag'ar n'elvenn irattatott. Mostan pedig vionnan meg igazytatott, es ki niomtatott… Krakkó, 1549 (előbeszéde így kezdődik: Az oluasonac Isteni kedvet kér B. A.)[7]
- Melich János: Az Orthographia Ungarica és a magyar helyesírás (Az Orth. Ung. hasonmásával); Magyar Nyelvtudományi Társaság, Bp., 1908 (A Magyar Nyelvtudományi Társaság kiadványai)
- Rudimenta grammatices Donati... Autore Christoforo Hegendorphino / Gramatica Hvngarolatina in usum pueroru reces scripta loanne Syluestro Pannonio autore Orthographia Vngarica...; fakszimile szöveggond. Molnár József; hasonmás kiad.; ELTE, Bp., 1977 (Fontes ad historiam linguarum populorumque uraliensium)

A magyar reformált egyház nyilvános isteni tiszteletein használt énekes könyvben, egészen a mostani énekes könyv létrejöveteléig, rendszerint ott állott Dévaynak is egy éneke: Minden embernek illik ezt megtudni… a melyben ő a keresztény hit főbb ágazatait adja elő református felfogással (Révész Imre az egész éneket közli Dévai Életrajzában és Szilády Áron, Régi Magyar Költők II. 127–128. l. jegyzetekkel.)

### Kiadatlan munkái
- A szentek aluvásáról[8]
- Az idvesség dolgára vonatkozó alaptételek [9]